# Arthur von Gillern
Arthur Robert Ludwig Alexander Freiherr von Gillern (* 4. April 1855 in Altwasser, Kreis Glogau; † 4. Mai 1916 in Berlin-Lichterfelde) war ein preußischer Generalleutnant.

## Leben

### Herkunft
Arthur war ein Sohn des Güterdirektors Friedrich von Gillern (1828–1897) und dessen Ehefrau Marie, geborene Lutze (1829–1877).

### Militärkarriere
Gillern besuchte das evangelische Gymnasium in Glogau sowie die Kadettenhäuser in Wahlstadt und Berlin. Anschließend trat er am 19. April 1873 als außeretatmäßiger Sekondeleutnant in das Niederschlesische Feldartillerie-Regiment Nr. 5 der Preußischen Armee ein. Zur weiteren Ausbildung absolvierte er von September 1875 bis Juni 1876 die Vereinigte Artillerie- und Ingenieurschule und wurde Mitte September 1876 in das Posensche Feldartillerie-Regiment Nr. 20 versetzt. Gillern fungierte von Oktober 1878 bis September 1881 als Adjutant der I. Abteilung. Daran schloss sich ab Mitte Juli 1882 eine Verwendung im 1. Garde-Feldartillerie-Regiment, wo Gillern Mitte Juni 1888 zum Hauptmann und Batteriechef aufstieg. In gleicher Eigenschaft wurde er am 14. September 1893 in das Feldartillerie-Regiment Nr. 35 versetzt. Aufgrund des Todes seiner Frau ließ Gillern sich am 18. November 1893 für ein Jahr vom Dienst beurlauben.
Auf eigenen Wunsch hin kehrte er Mitte Februar 1894 in das aktive Verhältnis zurück und diente als Batteriechef im 2. Pommerschen Feldartillerie-Regiment Nr. 17. Von dieser Stellung wurde Gillern am 22. März 1897 enthoben und am 18. August 1897 als Major zum Kommandeur der I. Abteilung im Feldartillerie-Regiment „von Scharnhorst“ (1. Hannoversches) Nr. 10 ernannt. Am 3. Juli 1902 beauftragte man ihn zunächst mit der Führung des Feldartillerie-Regiments „Prinzregent Luitpold von Bayern“ (Magdeburgisches) Nr. 4 und am 27. Januar 1903 wurde er zum Kommandeur dieses Verbandes ernannt. Sein Regimentschef Luitpold von Bayern zeichnete Gillern mit dem Offizierskreuz des Militärverdienstorden aus und bis Mitte April 1907 stieg er zum Oberst auf. Nachdem man ihn am 20. Februar 1909 mit der Führung der 17. Feldartillerie-Brigade in Schwerin beauftragt hatte, wurde Gillern am 24. März 1909 zum Brigadekommandeur ernannt. In dieser Stellung erhielt er anlässlich des Ordensfestes im Januar 1911 den Kronen-Orden II. Klasse und avancierte am 20. März 1911 zum Generalmajor. Außerdem bekam er am 23. Mai 1911 das Großkomtur des Greifenordens und am 12. Januar 1913 den Roten Adlerorden II. Klasse mit Eichenlaub. Mitte Juli 1912 erkrankte Gillern an einem schweren Herzleiden. Daraufhin wurde er am 18. Februar 1913 unter Verleihung des Charakters als Generalleutnant mit Pension zur Disposition gestellt.
Gillern war Rechtsritter des Johanniterordens. Er starb am 4. Mai 1916 in Berlin-Lichterfelde und wurde auf dem dortigen Parkfriedhof beigesetzt.

### Familie
Gillern heiratete am 30. März 1882 in Berlin Anna Strobell (1862–1894). Das Paar hatte mehrere Kinder:
- Arnulf (1884–1944), Mitinhaber der Polte-Werke, Ehrenritter des Johanniterordens ⚭ Katharina Polte
- Jutta (* 1886)
- Dominika (* 1891)
- Oswald (* 1893), preußischer Oberleutnant im 1. Garde-Artillerie-Regiment